# エクストラ・マジック・アワー

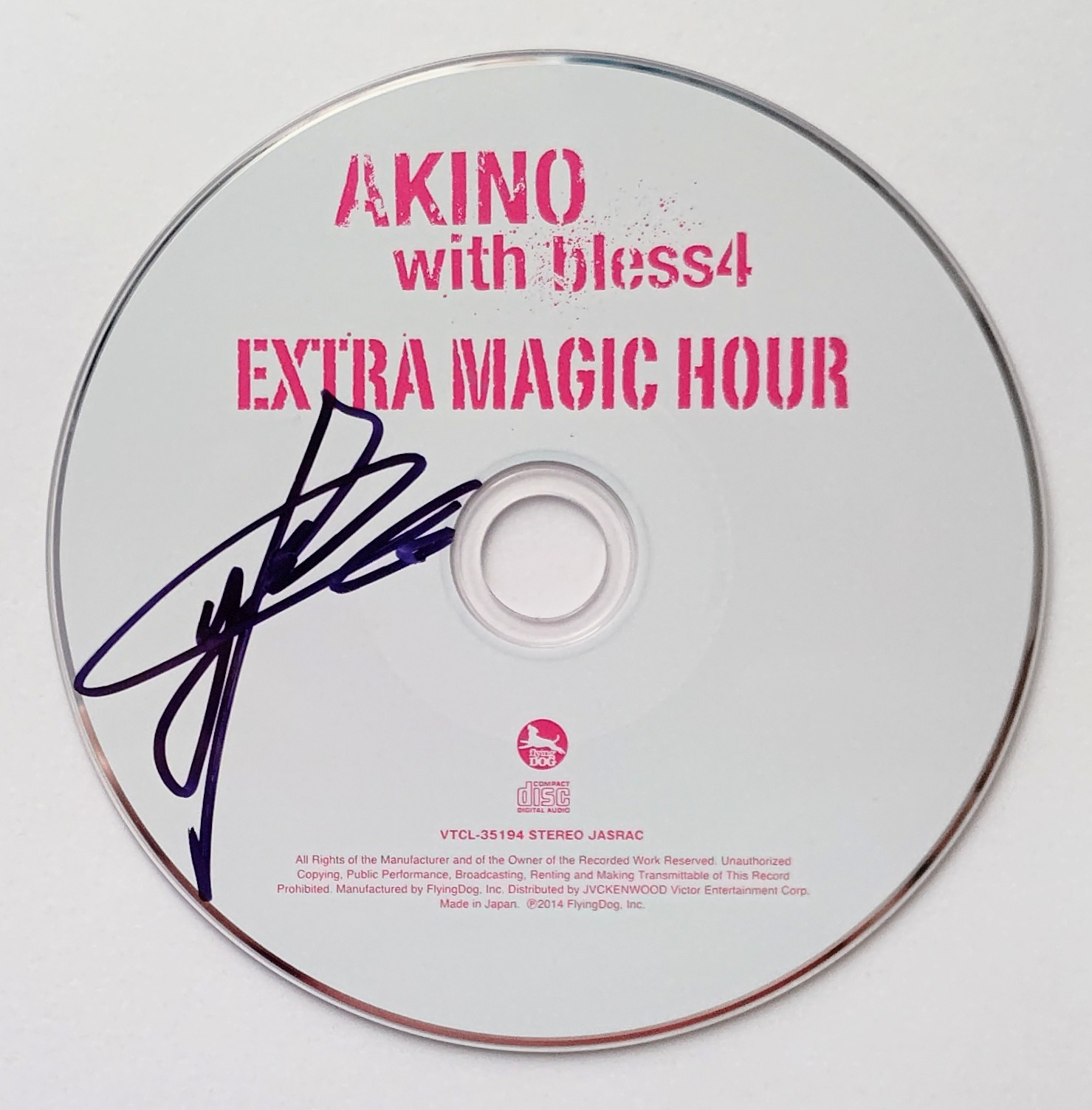
AKINOの実物サイン入りCD

「エクストラ・マジック・アワー」は、2014年10月22日にFlyingDogから発売されたAKINO with bless4の4作目のシングルである。

## 音楽性
表題曲「エクストラ・マジック・アワー」は、『フルメタル・パニック!』等で有名な賀東招二原作の京都アニメーション『甘城ブリリアントパーク』のOPテーマに、c/w曲「Jet Coaster Ride」は同アニメ第9話挿入歌としてそれぞれ採用されている。
AKINO曰く「エクストラ・マジック・アワー」は、はっちゃけた元気な感じで、聴くと遊園地に行きたくなるような楽曲に仕上がったのではないかなとコメントしている。また、AKINOが今まで担当してきたテレビアニメ作品の中で、特に本作『甘城ブリリアントパーク』がお気に入りとのこと。ライヴでも「エクストラ・マジック・アワー」を歌う頻度が高い。
AKINOの2ndアルバム『Decennia』には「エクストラ・マジック・アワー」の全編英語歌詞の「EXTRA MAGIC HOUR -International Edition-」が収録されている。

## リリース
本作は2014年10月22日にFlyingDogから発売された。前作「君の神話〜アクエリオン第二章」から約2年半ぶりのシングルであり、今回も前作同様〈AKINO with bless4〉名義でのリリースとなった。また、菅野よう子のプロデュースから離れてリリースした最初のシングル楽曲である。

## プロモーション／マーケティング
シングル発表に先立ち、2014年8月9日に開催されたTBSアニメフェスタに出演。表題曲「エクストラ・マジック・アワー」を公の場で初披露する。
自身のワンマンライヴでは、発売前の同年9月20日開催『KAKUMEI』が初歌唱となった。

## アートワーク／パッケージ
ジャケットイラストは今作でキャラクターデザイナーを務めた門脇未来が担当。主人公の可児江西也、メインヒロインの千斗いすずが描かれている。

## 評価
CDジャーナルは、コーラスグループならではの芯の強いタフな歌唱とハーモニーが、ハイパーなサウンドと相乗効果で爽快なカタルシスを生む仕上がりとなっていると評した。

## ミュージックビデオ
表題曲にはMVが制作されている。AKINOのソロシングルでは初となるMV付きであり、2014年10月2日にYouTubeでShort verが公開された。コメント欄にはYouTuberのはじめしゃちょー本人が好感的コメントを書き込んでいる。
また、アーティスト版MVに先駆け、アニメーションPVが2014年8月20日に公開された。
| 公開日        | 外部映像リンク                           | 公開元         |
| ------------- | ---------------------------------------- | -------------- |
| 2014年8月20日 | 「エクストラ・マジック・アワー」アニメPV | KADOKAWA anime |

## ライヴ・パフォーマンス
本作の発売を記念した『エクストラ・マジック・アワー 発売記念インストアイベント』が2014年11月1日にアーバンドックららぽーと豊洲で、11月3日にタワーレコード新宿店でそれぞれ行われた。

## チャート成績／認定
オリコン週間チャート（CD）では最高20位だったが、DLサイトでは高順位の成績を記録。DL中心のヒット作となった。
累計売上枚数 / 1.2万枚

### チャート
| チャート                          | 最高位 |
| --------------------------------- | ------ |
| Billboard Japan Hot 100           | 19位   |
| Billboard Japan Hot Animation     | 6位    |
| Billboard Japan Top Singles Sales | 22位   |
| オリコン（CD）                    | 20位   |
| ITunes総合チャート                | 5位    |

### 認定
| 国                               | 認定月                           | RIAJ認定                         | カテゴリ                         |
| 「エクストラ・マジック・アワー」 | 「エクストラ・マジック・アワー」 | 「エクストラ・マジック・アワー」 | 「エクストラ・マジック・アワー」 |
| -------------------------------- | -------------------------------- | -------------------------------- | -------------------------------- |
| 日本の旗                         | 2020年1月度                      | ゴールド（100,000 DL）           | ダウンロード                     |
| 「Jet Coaster Ride」             |                                  |                                  |                                  |
| N/A                              |                                  |                                  |                                  |

### 受賞
- AKINO15周年企画・全曲総選挙 - 4位

## シングル収録曲
| #         | タイトル                                       | 作詞      | 作曲      | 編曲            | 時間  |
| --------- | ---------------------------------------------- | --------- | --------- | --------------- | ----- |
| 1.        | 「エクストラ・マジック・アワー」               | 藤林聖子  | 鴇沢直    | 鴇沢直          | 4:15  |
| 2.        | 「Jet Coaster Ride」                           | KANASA    | AKASHI    | 鴇沢直 / AKASHI | 4:14  |
| 3.        | 「エクストラ・マジック・アワー」(Instrumental) |           |           |                 | 4:15  |
| 4.        | 「Jet Coaster Ride」(Instrumental)             |           |           |                 | 4:14  |
| 合計時間: | 合計時間:                                      | 合計時間: | 合計時間: | 合計時間:       | 16:58 |

## メディアでの使用
| エクストラ・マジック・アワー | TBS系アニメ『甘城ブリリアントパーク』OPテーマ |
| Jet Coaster Ride             | TBS系アニメ『甘城ブリリアントパーク』挿入歌   |

## 収録アルバム
| 曲名                         | アルバム     | 発売日        |
| ---------------------------- | ------------ | ------------- |
| エクストラ・マジック・アワー | 『Decennia』 | 2015年3月25日 |
| Jet Coaster Ride             | 『Decennia』 | 2015年3月25日 |

## スタッフ・クレジット

### STAFF
Performed・Styling by AKINO
- Producer：石川吉元
- Artist Management：YOSHI川満（川満アート・テイメント）
- Recording Coordinator : 荒井成美
- Promoter : 益子恵（FlyingDog）
- Sales Promoter : 梅本薫（Victor）/ 山下宏（FlyingDog）
- Art Direction ＆ Design : 守矢努
- Photography : 平間晴香
- Hair ＆ Make up : 鈴木彩
- Art Coordination : 井之上伸也（OKNACK.inc.）
- Editorial Coordination : 藤田奈美
- Cooperation : 甘ブリ再生委員会

### 楽曲STAFF
01.「エクストラ・マジック・アワー」
- Computer Programming ＆ Keyboards : 鴇沢直
- Guitar：山崎淳
- Bass：TABOKUN

02.「Jet Coaster Ride」
- Computer Programming ＆ Keyboards : 鴇沢直
- Keyboards : AKASHI
- Guitar：山崎淳

### MV STAFF
- Producer：井之上伸也
- Director : 守矢努
- Editing Director : 大森規弘
- Director of Photography : 関森崇
- Lighting Director : 藤田昌樹
- Editor ＆ MA : 軒孝歩
- Production Manager : 野村貴宏
- Film Production : OKNACK Inc.

### Choreographer
- AIKI from bless4

## カバー
エクストラ・マジック・アワー
- DJ-Jo feat.Angela -『Extra Magic Hour』（2016年1月8日）[注 1]
- TRUE -『MUSIC B.B.Presents アニソンB.B.』にて歌唱（2017年12月28日）[14]
- Dacian Grada -『Extra Magic Hour』（2018年6月20日）
- ハロー、ハッピーワールド!［弦巻こころ (伊藤美来) ］- ゲーム『バンドリ! ガールズバンドパーティ!』収録（2018年12月10日配信）[15]
- Happy Around! - ゲーム『D4DJ Groovy Mix』収録（2023年10月3日配信。ファンタジア文庫とのコラボ楽曲）[16]